# پلاسمون پلاریتونیک
پلاسمون پلاریتونیک یک نوع نوسان الکترومغناطیسی است که در ساختارهای پلاسمونیک، مانند صفحات فلزی یا الکترودهای نازک، به وجود می آید. این نوسانات الکترومغناطیسی در رابطه با تعامل فوتون با سطح متراکم الکترون‌های این ساختارها پدید می آیند.
پلاسمون پلاریتونیک یک نوع پلاسمون سطحی است که این نوع پلاسمون می تواند در سنسورها، اپتیکال فیبرها و دیگر کاربردها به عنوان ابزاری برای تشدید نور و انتقال اطلاعات مورد استفاده قرار گیرد.
پلاسمون‌ها و پلاسمون‌های پلاریتونیک به عنوان موضوع مطالعاتی علمی در زمینه نانوفوتونیک و پلاسمونیک مورد توجه قرار گرفته اند. این فیلد از کاربرد های مهم و متنوعی برخوردار بوده که در ادامه به آن می پردازیم.

## چه نوع اطلاعاتی می‌توان با استفاده از پلاسمون‌های پلاریتونیک انتقال داد؟
استفاده از پلاسمون‌های پلاریتونیک می‌تواند برای انتقال انواع مختلف اطلاعات استفاده شود مانند :
1. انتقال اطلاعات نوری:  پلاسمون‌های پلاریتونیک به عنوان موجودیت‌هایی با قابلیت تشدید و راهبردی برای نور، می‌توانند در انتقال اطلاعات نوری مورد استفاده قرار گیرند. با استفاده از پلاسمون‌های پلاریتونیک، می‌توان امواج نوری را با دقت بالا هدایت کرده و اطلاعات دیجیتال را با سرعت بالا انتقال داد.
2. سنسوری:  پلاسمون‌های پلاریتونیک می‌توانند در ساخت سنسورهای حسگر نوری استفاده شوند. با استفاده از تغییرات در نور متراکم شده در سطح پلاسمون، می‌توان انواع پارامترهای فیزیکی و شیمیایی را تشخیص داد و به عنوان حسگرهای بسیار حساس عمل کنند.
3. عناصر نوری در مدارهای اپتیکی:  پلاسمون‌های پلاریتونیک می‌توانند در عناصر نوری مدارهای اپتیکی استفاده شوند. به عنوان مثال، می‌توان از آنها در ساخت انواع تقویت‌کننده‌ها، تقویت‌کننده‌های نوری، مبدل‌های نوری و دیگر عناصر نوری استفاده کرد.
4. انتقال اطلاعات در دستگاه‌های الکترونیکی:  پلاسمون‌های پلاریتونیک می‌توانند در انتقال اطلاعات در دستگاه‌های الکترونیکی نیز مورد استفاده قرار گیرند. با استفاده از پلاسمون‌ها، می‌توان سرعت ارتباطات الکترونیکی را بهبود بخشید و از تداخلات الکترومغناطیسی کاهش داد.
5. تشدید نور: پلاسمون‌های پلاریتونیک قابلیت تشدید نور را دارند. این ویژگی می‌تواند در برنامه‌هایی مانند لیزرهای پلاسمونیک، تشدید سطحی نور و سایر فناوری‌های مرتبط با تشدید نور مورد استفاده قرار گیرد.

به طور کلی، پلاسمون‌های پلاریتونیک به عنوان یک فناوری وابسته به نانوفوتونیک و پلاسمونیک، قابلیت‌های منحصر به فردی برای انتقال و پردازش اطلاعات را فراهم می‌کنند. این فناوری در زمینه‌های مختلفی از ارتباطات نوری تا سنسوری و پردازش اطلاعات الکترونیکی قابل استفاده است.

## نحو ساخت و سنتر چگونه است؟
ساخت پلاسمون‌های پلاریتونیک پیچیده و معمولاً نیاز به تجهیزات و فناوری‌های پیشرفته دارد. در زیر به چند مرحله کلی برای ساخت پلاسمون‌های پلاریتونیک اشاره می شود.
- طراحی ساختار:  ابتدا باید ساختاری را طراحی کنید که قادر به تولید پلاسمون‌های پلاریتونیک با خواص مورد نیاز شما باشد. این ساختار معمولاً شامل لایه‌هایی از مواد مختلف است که با هم تعامل می‌کنند تا پلاسمون‌ها تشکیل شوند. برای مثال، این ساختار می‌تواند شامل لایه‌های فلزی، نیمه‌رسانا و دیگر مواد برای تعامل با نور باشد.
- ساخت ساختار:  بعد از طراحی ساختار، باید آن را ساخت. این مرحله ممکن است شامل روش‌های مختلفی مانند روش‌های ریخته‌گری، روش‌های نانوفابریکاسیون، روش‌های رشد شیمیایی و دیگر روش‌های تولید مواد نانوساختار باشد. در این مرحله، تجهیزات و دستگاه‌های پیشرفته مانند دستگاه‌های ریخته‌گری نانو، دستگاه‌های رشد نیمه‌رسانا و دستگاه‌های نانوفابریکاسیون ممکن است مورد نیاز باشند.
- شناسایی و شبیه‌سازی:  برای بررسی و شناسایی خواص پلاسمون‌های پلاریتونیک ساخته شده، می‌توان از شبیه‌سازی‌های عددی و محاسباتی استفاده کرد. با استفاده از این شبیه‌سازی‌ها، می‌توانید خواص نوری و الکترونیکی پلاسمون‌ها را مدل‌سازی کنید و تأثیر پارامترهای مختلف مانند ضخامت و نوع مواد را بررسی کرد.
- تحلیل و اندازه‌گیری:  در این مرحله، باید خواص و عملکرد پلاسمون‌های ساخته شده را تحلیل کنید و اندازه‌گیری کنید. از تجهیزات اندازه‌گیری مانند میکروسکوپ‌های الکترونی، طیف‌سنج‌ها، دستگاه‌های پراش نوری و دستگاه‌های اندازه‌گیری طول موج استفاده می‌شود.

مهم است بدانید که ساخت پلاسمون‌های پلاریتونیک پیچیده نیازمند تجهیزات و فناوری پیشرفته است و عموماً توسط تیم‌های پژوهشی و تخصصی انجام می‌شود. همچنین، ساخت پلاسمون‌های پلاریتونیک نیازمند دانش عمیق در زمینه فیزیک نانو و فوتونیک است.

## کاربردهای پلاسمون‌های پلاریتونیک
1. سنسورهای بیومدیکال:  پلاسمون‌های پلاریتونیک به عنوان سنسورهای حساس به تغییرات شدت نور، تغییرات حرارت و تغییرات دیگر در محیط‌های بیولوژیکی مانند تشخیص بیماری‌ها و تشخیص دقیق ترکیبات شیمیایی در نمونه‌های بیولوژیکی استفاده می‌شوند.
2. اپتیک پلاسمونیک:  پلاسمون‌های پلاریتونیک در اپتیک پلاسمونیک، کنترل نور و تولید امواج نوری با طول موج کوتاهتر از موج‌های نوری ورودی را فراهم می‌کنند.
3. نانوفوتونیک:  پلاسمون‌های پلاریتونیک در نانوفوتونیک به عنوان سازه‌هایی برای کنترل نور و انجام عملیات‌های نوری مانند تقویت نور، تثبیت نور و فراهم کردن نور متمرکز در مقیاس نانو استفاده می‌شوند.
4. الکترونیک مولکولی:  پلاسمون‌های پلاریتونیک در الکترونیک مولکولی به عنوان سازه‌هایی برای کنترل الکترون‌ها و جابه‌جایی الکترونی در مقیاس نانو مورد استفاده قرار می‌گیرند.
5. آشکارسازی و تصویربرداری: پلاسمون‌های پلاریتونیک در آشکارسازی و تصویربرداری در مقیاس نانو و میکرو به کار می‌روند. این خاصیت می‌تواند در تشخیص سرطان، تشخیص نانوذرات و تشخیص مواد شیمیایی مورد استفاده قرار گیرد.
6. الکترونیک نانو:  پلاسمون‌های پلاریتونیک در الکترونیک نانو به منظور توسعه ساختمان‌های الکترونیکی با ابعاد کوچک و کارایی بالا مورد استفاده قرار می‌گیرند.

به طور کلی، پلاسمون‌های پلاریتونیک به عنوان سازه‌هایی با خواص نوری منحصر به فرد در مقیاس نانو مورد استفاده قرارگرفته و در زمینه‌های مختلفی مانند فناوری اطلاعات و ارتباطات، پزشکی، فوتونیک و نانوتکنولوژی کاربرد دارند.

## اپتیک پلاسمونیک چیست؟
اپتیک پلاسمونیک یا پلاسمونیک نوری، زمینه‌ای در فیزیک نور است که به بررسی تعامل نور با ساختارهای متعامد جریان‌های الکترونی در سطح‌های فلزی و دیگر مواد هادی می‌پردازد. در این تعامل، نور با پلاسمون‌های سطحی الکترونیکی در ساختارهای نانویی تعامل می‌کند و به وجود پلاسمون‌های پلاریتونیک می‌انجامد.
به عنوان خاصیت مهم اپتیک پلاسمونیک، می‌توان نور را در سطح‌های فلزی و ساختارهای نانویی تقویت کرد. این خاصیت به عنوان تقویت نور سطحی شناخته می‌شود و می‌تواند در بسیاری از برنامه‌های اپتیکی مفید باشد. در این فرآیند، نور به صورت پلاسمونیک در سطح فلز تثبیت می‌شود و طول موج آن کوتاهتر می‌شود. 
همچنین، اپتیک پلاسمونیک قابلیت کنترل و جابه‌جایی نور را در ساختارهای نانویی فراهم می‌کند. با تغییر شرایط محیطی مانند اندازه و شکل ساختارها، جنس فلز و زاویه تابش نور، می‌توان خواص نوری پلاسمون‌ها را تغییر داد و نور را به صورت دلخواه کنترل کرد. این خاصیت کنترل نور در اپتیک پلاسمونیک می‌تواند در کاربردهایی مانند اپتوالکترونیک، تصویربرداری نانوساختاری و تشخیص سریع و حساس در سنسورها مورد استفاده قرار گیرد.
به طور کلی، اپتیک پلاسمونیک به عنوان یک زمینه فعال در فیزیک نور و نانوتکنولوژی، امکانات جدیدی را برای کاربردهای نوری و الکترونیکی فراهم می‌کند و عمده تمرکز آن بر روی کنترل نور در سطح‌های نانویی می‌باشد.

## ارتباط پلاسمون پلاریتونیک با فیزیک حالت جامد چیست؟
پلاسمون‌های پلاریتونیک (Plasmonic Polaritons) ارتباط نزدیکی با فیزیک حالت جامد داشته که این ارتباط به‌طور همزمان بین نور و الکترون‌ها در مادهبرقرار است. آنها معمولاً در سطح مرزی بین فلزات و محیط‌های دیگر مانند نیمه‌هادی‌ها و عایق‌ها شکل می‌گیرند. این ارتباط به زبان ساده  اینگونه مطرح می شود:
تعامل بین نور و الکترون‌ها در ساختارهای نانویی که ساختارها معمولاً شامل لایه‌های نانوفلزی مانند طلا یا نقره هستند که بین دو لایه ماده دیگر مثل نیمه‌هادی یا عایق قرار گرفته‌اند.

پلاسمون‌های پلاریتونیک در فیزیک حالت جامد به دلیل خواص الکترونیکی و نوری خاص خود، توجه بسیاری را به خود جلب کرده‌اند. این پلاسمون‌ها می‌توانند در ارتباط با ساختارهای نانویی و نانومتری، فناوری‌های فوتونیک و الکترونیکی را بهبود بخشند و کاربردهای متنوعی در حوزه‌هایی مانند حسگرها، اپتیک نانوساختاری، انتقال اطلاعات و تجزیه و تحلیل نور دارند.
-به عنوان مثال، در ساختارهای نانویی پلاسمونیک، از پلاسمون‌های سطحی برای تقویت نور و فعال‌سازی روابط نور و ماده استفاده می‌شود. این ساختارها می‌توانند باعث کاهش انتقال اتلافات نوری شده و به افزایش حساسیت حسگرهای نوری منجر شوند.
- همچنین، پلاسمون‌های پلاریتونیک در ارتباط با نانوذرات فلزی نیز استفاده می‌شوند و می‌توانند جهت‌دهی نور، تقویت رامان و تولید امواج نوری پلاریتونیک را ممکن سازند.

بنابراین، پلاسمون‌های پلاریتونیک به عنوان یکی از موضوعات پژوهشی مهم در فیزیک حالت جامد مطرح هستند و در درک و بهبود خواص نوری و الکترونیکی مواد و ساختارهای نانویی نقش مهمی ایفا می‌کنند.

## موضوع های تحقیقی در زمینه ارتباط پلاسمون پلاریتونیک با فیزیک حالت جامد چطور است؟
در زمینه پلاسمون‌های پلاریتونیک و فیزیک حالت جامد، موضوع ها و  تحقیق های متنوعی وجود دارند که پژوهشگران می‌توانند بر روی آنها کار کنند. در زیر به برخی از این موضوعات اشاره شده :
1. توسعه و بهبود ساختارهای پلاسمونیک: مطالعه و بهینه‌سازی ساختارهای پلاسمونیک نانویی برای بهبود خواص نوری و الکترونیکی آنها. این شامل بهینه‌سازی ضخامت و جابه‌جایی لایه‌های فلزی، انتخاب مواد مناسب و طراحی دقیق ساختارها می‌شود.
2. حسگرهای پلاسمونیک: توسعه حسگرهای نوری بر پایه پلاسمون‌های پلاریتونیک برای تشخیص و تشدید نور در سطح نانومتری. این شامل حسگرهای گاز، حسگرهای بیولوژیکی، حسگرهای شیمیایی و حسگرهای حرارتی می‌شود.
3. فوتونیک نانوساختاری: استفاده از پلاسمون‌های پلاریتونیک در فوتونیک نانوساختاری، از جمله گیت‌های نوری، لیزرهای پلاسمونیک و اجزاء نوری فعال. این شامل تحقیقات در زمینه تقویت نور، جهت‌دهی نور و کنترل فاصله بین نور و سطح پلاسمونیک است.
4. انتقال اطلاعات نوری: تحقیق در زمینه استفاده از پلاسمون‌های پلاریتونیک برای انتقال اطلاعات نوری با سرعت و کارآیی بالا. این شامل تحقیقات برای تقویت و توجیه سیگنال‌های نوری، کاهش اتلافات انتقال و طراحی اجزاء انتقال اطلاعات مبتنی بر پلاسمون‌ها است.
5. تعامل نور و ماده در ساختارهای نانویی: مطالعه تعامل نور و ماده در ساختارهای نانویی پلاسمونیک و نانوفوتونیک برای بهبود خواص نوری و الکترونیکی مواد. این شامل تحقیقات در زمینه تقویت رامان، تقویت فلورسانس، تغییرات شدت نور و انتقال انرژی نوری است.

این تنها چند موضوع از موضوعات تحقیقی در زمینه پلاسمون‌های پلاریتونیک و فیزیک حالت جامد هستند. این زمینه همچنین در حوزلهایی مانند اپتیک نانو، فوتونیک نانو، الکترونیک نانو و قابلیت‌های محاسباتی نیز اثرگذار است. انتخاب موضوع تحقیقی بستگی به علاقه‌ها و هدف شما دارد.

## فوتونیک نانوساختاری
فوتونیک نانوساختاری یک حوزه پژوهشی است که در آن از نانوساختارها برای کنترل و بهبود خواص نوری استفاده می‌شود. این حوزه، شامل طراحی، ساخت و کاربرد ساختارهای نانویی است که قادر به تعامل با نور در مقیاس نانومتری بوده که با استفاده از این ساختارها، می‌توان خواص نوری را تغییر داده و نور را راهنمایی کرد.
در زمینه فوتونیک نانوساختاری، موضوعات تحقیقی متنوعی وجود دارند که پژوهشگران می‌توانند بر روی آنها کار کنند. برخی از این موضوعات عبارتند از:
- اجزاء نوری فعال:  طراحی و ساخت اجزاء نوری که قابلیت تقویت و کنترل نور را دارند، مانند لیزرهای نانوساختاری، نانومتریال‌های فعال نوری و نورسنج‌های نانومتری.
- نانوساختارهای فوتونیک محلی:  مطالعه نانوساختارهایی که قابلیت تقویت و محلی سازی نور را دارند. این شامل مطالعه پلاسمونیک نانوساختارها، فوتونیک تثبیت شده و ساختارهای فوتونیک می‌شود.
- فوتونیک نانوسیالات:  مطالعه و کاربرد مواد نانوسیالات در فوتونیک، که قابلیت کنترل خواص نوری را دارند. این شامل نانوسیالات پلاسمونیک، نانوسیالات کرومیک و نانوسیالات کوانتومی می‌شود.
- فوتونیک نانومتامتیک: استفاده از نانوساختارها و متامتریال‌ها برای کنترل نور در مقیاس نانومتری که این شامل مطالعه لنزهای متامتریالی، تجزیه و تحلیل متاماتریال‌ها و طراحی ساختارهای متامتریالی برای کنترل نور است.
- فوتونیک نانوساختارهای کاربردی:  کاربردهای فوتونیک نانوساختاری در زمینه‌های مختلف مانند حسگرها، اپتیکال کامپیوتینگ، ارتباطات نوری، پزشکی و انرژی بوده که مطالعه و بهبود سنسورهای نانوساختاری، ساخت و بهینه‌سازی اجزاء فوتونیک برای ارتباطات نوری، طراحی نانوساختارهای فوتونیک برای تصویربرداری پزشکی و استفاده از نانوساختارها در سلول‌های خورشیدی و دستگاه‌های تولید انرژی نوری نمونه هایی از این دست می باشد.

## آیا پلاسمون پلاریتونیک همان پلاسمون پلاریتون است؟
خیر، پلاسمون پلاریتونیک و پلاسمون پلاریتون دو مفهوم متفاوت هستند.
پلاسمون پلاریتون (Plasmon Polariton) یک نوع نوسان الکترومغناطیسی است که در ساختارهای پلاسمونیک، مانند لایه‌های نازک فلزی یا ساختارهای نانوسیم‌های فلزی رخ می‌دهد. در این حالت، نوسان الکترومغناطیسی به صورت مشترکی در فازهای فلزی و دی‌الکتریک قرار دارد و موجب تشدید فیلد الکترومغناطیسی در نزدیکی سطح فلز می‌شود. پلاسمون پلاریتون‌ها بر اثر تعامل نور با ساختارهای مختلف ایجاد می‌شوند و خواص منحصر به فردی دارند که در بسیاری از برنامه‌های فوتونیکی و نانوفوتونیکی مورد استفاده قرار می‌گیرند.
از سوی دیگر، پلاسمون پلاریتونیک (Plasmon-Polariton) به ترکیبی از پلاسمون و پلاریتون اشاره دارد. پلاسمون‌ها و پلاریتون‌ها هر دو نوعی از نوسانات الکترومغناطیسی هستند، اما در دسته‌های مختلفی قرار می‌گیرند. پلاسمون پلاریتونیک به نوسانات الکترومغناطیسی مشترکی گفته می‌شود که هم‌زمان خواص پلاسمونیک و پلاریتونیک را داراست. این مفهوم معمولاً در ساختارهای نانو نویسی‌شده برای کنترل نور و نوسانات الکترومغناطیسی استفاده می‌شود.
پلاسمون پلاریتونیک یک نوع نوسان الکترومغناطیسی است که در سطح یک جامد یا رابطهای نیمه‌رسانا ایجاد می‌شود. این نوسانات به وسیله انتقال بارها در ناحیه‌های نیمه‌رسانا یا سطح جامد ایجاد می‌شوند و می‌توانند انرژی الکترومغناطیسی را به صورت پلاریتون‌ها منتقل کنند.
نتیجه‌گیری از ویژگی‌ها و کاربردهای پلاسمون پلاریتونیک می‌تواند عبارت باشد از:
1. فشرده‌سازی میدان الکترومغناطیسی:  پلاسمون‌های پلاریتونیک می‌توانند به عنوان فشرده‌کننده‌های قدرتمند میدان الکترومغناطیسی عمل کنند. این ویژگی می‌تواند برای بهبود عملکرد دستگاه‌های نوری، سنسورها و اجزای نانوالکترونیکی مورد استفاده قرار گیرد.
2. امواج سطحی:  پلاسمون‌های پلاریتونیک می‌توانند در سطح جامد یا رابطهای نیمه‌رسانا حرکت کنند. این امواج سطحی می‌توانند به عنوان اجزای نانوالکترونیکی استفاده شوند.
3. تحقیقات نانوفوتونیک:  پلاسمون پلاریتونیک در تحقیقات نانوفوتونیک نقش مهمی دارد. این تحقیقات شامل طراحی و ساخت ساختارهای نوری با استفاده از مواد نانوساختار و استفاده از پلاسمون‌های پلاریتونیک جهت کنترل و راه‌اندازی نور در ابعاد نانومتری است.
4. حسگری: پلاسمون‌های پلاریتونیک می‌توانند در ساخت حسگرهای حساس به تغییرات میدان الکترومغناطیسی مورد استفاده قرار گیرند. این حسگرها به دلیل حساسیت بالا و قدرت تشدید میدان‌های الکترومغناطیسی قابلیت کاربرد در زمینه‌هایی مانند طب پزشکی و تشخیص بیماری‌ها را دارند.

با توجه به پتانسیل‌های بالقوه پلاسمون پلاریتونیک، تحقیقات بیشتر در زمینه‌های مختلفی مانند نانوفوتونیک، الکترونیک نانوساختار وفناوری‌های ارتباطات نوری ادامه دارد. اما برای استفاده عملی از پلاسمون پلاریتونیک، نیاز به پیشرفت‌های بیشتر در فهم و کنترل این نوسانات الکترومغناطیسی است.
خواص پلاسمون‌های پلاریتونیک:
- انتقال نور: پلاسمون‌های پلاریتونیک قادر به انتقال نور در مقیاس نانو هستند. با استفاده از این خاصیت، می‌توان نور را به صورت کنترل شده در ساختارهای نانویی هدایت کرده و برای انجام عملیات مختلف مانند رمزنگاری اطلاعات، سنسینگ و تشخیص بیماری‌ها استفاده کرد.
- تقویت نور: پلاسمون‌های پلاریتونیک می‌توانند نور را در نزدیکی سطح خود تقویت کنند. این خاصیت به عنوان تقویت نور سطحی شناخته می‌شود و می‌تواند در اپتیک پلاسمونیک و دستگاه‌هایی مانند لیزرهای سطحی و سنسورهای نوری استفاده شود.
- امکان انتقال اطلاعات: پلاسمون‌های پلاریتونیک قادر به انتقال اطلاعات در مقیاس نانو هستند. این خاصیت می‌تواند در ارتباطات نوری با سرعت بالا و استفاده از فناوری‌های حافظه نانویی مورد استفاده قرار گیرد.
- تثبیت نور: پلاسمون‌های پلاریتونیک می‌توانند نور را در ساختارهای نانویی تثبیت کنند و از اثرات ناخواسته مانند پراکندگی نور جلوگیری کنند. این خاصیت می‌تواند در طراحی سلول‌های خورشیدی و دستگاه‌های نمایش نوری استفاده شود.